# 파니 카플란

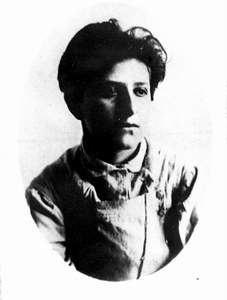

파니 예피모브나 카플란(러시아어: Фа́нни Ефи́мовна Капла́н, 1890년 2월 10일 ~ 1918년 9월 3일)은 러시아의 유대-우크라이나계 여성 사회주의자다. 본명은 페이하 하이미브나 로이트블라트(우크라이나어: Фейга Хаїмівна Ройтблат).
사회주의혁명당(SR) 당원으로, 블라디미르 레닌 및 그 일당인 볼셰비키가 10월 혁명 이후 SR을 비롯한 다른 좌파 정당들의 활동을 금지시키자 이것을 혁명에 대한 배신이라고 여기고 레닌 암살을 기도했다. 1918년 8월 30일 모스크바의 공장을 시찰하고 나가는 레닌에게 다가가 총 세 방을 쏘아 중상을 입혔다. 체카에게 체포되어 심문을 받았지만 관련 연루자들을 끝까지 밝히지 않고 버티다 9월 3일 총살되었다. 카플란의 레닌 암살미수 및 페트로그라드 체카 지국장 모이세이 우리츠키의 암살은 볼셰비키 정권이 1917년 10월 28일 폐지했던 사형을 부활시키게 만들었다.